# Санчес Пуиг, Мария
Мария Санчес Пуиг (исп. María Sánchez Puig) — доктор филологических наук. Профессор Мадридского университета «Комплутенсе». Профессор Государственной школы иностранных языков.

## Биография
Мария Санчес Пуиг родилась в Харькове в испанской семье. Закончила Женевский университет по специальности «Русская филология» и Мадридский университет Комплутенсе по специальности «Романская филология». Присяжный переводчик Министерства иностранных дел Испании. Переводчик испанской королевской семьи и Правительства Испании. Переводчик-синхронист; член Международной ассоциации переводчиков-синхронистов. Литературный переводчик.
Её учебник в трех томах Lecciones de Ruso («Уроки русского языка») был опубликован в эпоху, когда в Испании в обучении русскому языку пользовались исключительно иностранными учебниками, либо советскими либо французскими. Этот учебник включал все разделы, необходимые в изучении иностранного языка: грамматику, фонетику, лексику, фразеологию, упражнения, в том числе, фонетические.
Вместе с Ю. Н. Карауловым она развила в Испании новейшее направление ассоциативной лингвистики, связанной с психолингвистической деятельностью человека и формированием его языковой способности.
Мария Санчес работает также переводчиком. Ей принадлежат переводы 70-и художественных произведений. Она сопровождала в качестве переводчика всех членов королевской семьи и всех премьер-министров Испании во время официальных визитов всех президентов Российской Федерации и республик СНГ.
Опубликовав «Энциклопедию русской культуры», «Словарь русских писателей XI—XIX веков», «Классицизм» и «Русскую литературу в изгнании» в фундаментальном труде История славянских литератур, Санчес Пуиг внесла огромный и неоценимый вклад в распространение русской культуры в Испании.

## Награды и почётные звания
- Орден «Достык» II степени (4 августа 2020 года, Казахстан) — за значительный вклад в укрепление дружественных отношений между государствами, заслуги в пропаганде наследия Абая Кунанбайулы[1].
- Почётный доктор Российской академии наук, Отделение языка и литературы, 1994.
- Золотая медаль Международной ассоциации преподавателей русского языка и литературы, 1985.

## Некоторые публикации
- 1976 Lecciones de ruso. Уроки русского языка.
- 1991 Juegos didácticos de lengua rusa. Дидактические игры русского языка.
- 1994 500 modismos rusos relativos al cuerpo humano. 500 модизмов относящихся к человеческому телу.
- 1994 Diccionario de términos lingüísticos ruso-español-ruso. Словарь лингвистических терминов (русско-испанско-русский).
- 1996 Diccionario de autores rusos. Словарь русских писателей.
- 1996 Estudio de los procesos sociopolíticos y su reflejo en el lenguaje. Анализ социо-политический процессов и их отражение в языке.
- 1997 Historia de las literaturas eslavas (Capítulos: El Clasicismo. La literatura rusa en el exilio). История славянских литератур (участие: Классицизм и Русская литература в изгнании).
- 1997 Guía del verbo ruso. Справочник по русскому глаголу.
- 1998 Esquemas de ruso. Схемы русского языка.
- 1998 Herbario y bestiario en la obra poética de Pushkin. Гербарий и бестиарий поэтического творчества А. С. Пушкина.
- 2000 Gramática asociativa de la lengua rusa. Ассоциативная грамматика русского языка.
- 2000 Sinopsis de la lengua rusa. Синопсис русского языка[2].
- 2001 Normas asociativas del español y del ruso. Ассоциативные нормы испанского и русского языков.
- 2001 Normas Asociativas del Español y del Ruso. Ассоциативные нормы испанского и русского языков.
- 2003 Diccionario de economía, banca y comercio (ruso-español-inglés). Экономический и торгово-финансовый словарь (русско-испанско-английский).
- 2003 Guía de la cultura rusa. Энциклопедия русской культуры.
- 2006 Diccionario temático español-ruso. Испанско-русский тематический словарь.
- 2006 El Estado y la estatalidad, en la consciencia lingüística rusa. Государство и государственность в русском языковом сознании.
- 2006 Personalidad lingüística rusa. Русская языковая личность.
- 2008 Curso Completo de Lengua rusa (coordinadora). Полный курс русского языка.
- 2008 Fundamentos de lexicología rusa. Лексикология русского языка.
- 2008 Rusia y los rusos, en la percepción de otras culturas. Россия и россияне в восприятии других культур.